# Ісак Карл Оттович
Карл Оттович Ісак (5 жовтня 1891, село Хяргла волості Юуру Ревельського повіту Естляндської губернії, тепер повіту Рапламаа, Естонія — 4 січня 1955, село Осула Вируського району, тепер Естонія) — радянський естонський діяч, бригадир рільничої бригади радгоспу «Симерпалу» Вируського повіту Естонської РСР. Депутат Верховної Ради СРСР 3-го скликання. Герой Соціалістичної Праці (3.05.1948). 

## Життєпис
Народився в бідній багатодітній селянській родині. У шестирічному віці, щоб заробити на своє утримання, став пастухом, з дванадцятирічного віку наймитував на великих хуторах.
З 1911 року — в російській імператорській армії. Службу в армії розпочинав на берегах Тихого океану. Потім брав участь у Першій світовій війні, воював на Австрійському та Румунському фронтах.
Після демобілізації повернувся до Естонії, наймитував у заможних селян. У 1922 році влаштувався на роботу на державне сільськогосподарське підприємство «Симерпалу» в повіті Вирумаа, працював нічним сторожем.
З осені 1944 року — робітник, з 1946 року — бригадир рільничої бригади радгоспу «Симерпалу» Вируського повіту Естонської РСР. Зумів домогтися великих урожаїв зернових: у 1947 році його бригадою було зібрано в середньому 25,25 центнера всіх видів зернових з одного гектара; у тому числі на площі розміром 32,4 гектара він отримав 30,3 центнера жита з одного гектара.
Указом Президії Верховної ради СРСР від 3 травня 1948 року за отримання високого врожаю жита при виконанні радгоспом плану здачі державі сільськогосподарських продуктів у 1947 році та забезпеченості насінням зернових культур для весняної сівби 1948 року Ісаку Карлу Оттовичу присвоєно звання Героя Соці медалі «Серп та Молот». Став першим удостоєним цього звання в Естонській РСР.
Член ВКП(б) з 1949 року.
У 1951 році поет Ільмар Сікемяе та композитор Борис Кирвер написали пісню, присвячену першому естонському Герою Соціалістичної Праці Карлу Ісаку («Laul sotsialistliku tö kangelasest»).
Помер 4 січня 1955 року. Похований на цвинтарі села Осула  Вируського району (тепер волость Виру повіту Вирумаа, Естонія).

## Нагороди
- Герой Соціалістичної Праці (3.05.1948)
- орден Леніна (3.05.1948)
- медалі
- премія Радянської Естонії (1948)